# Salim Ćerić
Salim Ćerić (1918. – 1987.), muslimanski bosanskohercegovački komunistički političar, dužnosnik i sudionik Drugog svjetskog rata. Bio je inicijator priznavanja muslimanske nacije u komunističkoj Jugoslaviji 1960-ih.
Ćerić je rođen u Ljubuškom u obitelji imama Mustafe. Nepoznati su podatci o njegovom obrazovanju. U vrijeme Drugog svjetskog rata Ćerić je pristupio jugoslavenskim partizanima. U ratu je dobio čin bojnika, a zapovijedao je 16. muslimanskom brigadom, jednom od najpoznatijih partizanskih brigada. Krajem 1944. postavljen je za načelnika stožera 38. divizije NOVJ-a.
U travnju 1971. Ćerić je Centralnom komitetu Savezu komunista Bosne i Hercegovine uputio prijedlog o osnivanju Muslimanske matice. U tom prijedlogu, Ćerić je tražio izradu posebne povijesti muslimanskog naroda u okviru povijesti naroda SR Bosne i Hercegovine, rekonstrukciju udžbenika iz oblasti povijesti, jezika, književnosti i etnografije, pa čak i utvrđivanje zastave. Na sjednici CK SKBiH održanoj u srpnju 1971. Ćerićev prijedlog je odbijen pod objašnjenjem da je politički apsurdan. Ćerić se protivio "iluziji" jugoslavenskog identiteta te je tvrdio kako je on štetan po muslimane. Ćerić se protivio i bošnjaštvu tvrdeći u polemici s Enverom Redžićem da će takva politika nužno staviti u neprijateljski položaj bosanskohercegovačke muslimane prema Hrvatima i Srbima.
Ćerić je umro 1987. Pokopan je na groblju Zorbinovac u Ljubuškom.

## Djela
- Ćerić, Salim. 1968. Muslimani srpskohrvatskog jezika. Svjetlost. Sarajevo.
- Ćerić, Salim. 1971. O jugoslovenstvu i bosanstvu. Oslobođenje. Sarajevo.
- Ćerić, Salim. 1971. Prilog pitanju: Jugoslovenska nacionalnost ili jugoslovenski socijalistički patriotizam. Oslobođenje. Sarajevo.